# Battle royale
Battle royale je zvrst spletnih večigralskih videoiger, ki združuje elemente preživetja, raziskovanja in odstranjevanja elementov igre preživetja z igranjem zadnjega človeka. V igrah Battle Royale sodeluje na desetine do stotine igralcev, ki začnejo z minimalno opremo, nato pa morajo izločiti vse druge nasprotnike, hkrati pa se izogniti ujetju zunaj skrčenega "varnega območja", pri čemer je zmagovalec zadnji igralec ali ekipa v življenju. Ime žanra je povzeto po japonskem filmu Battle Royale iz leta 2000, ki temelji na istoimenskem romanu, ki predstavlja podobno temo tekme zadnjega človeka v upadajoči igralni coni.
Izvor žanra izvira iz modov za obsežne spletne igre za preživetje, kot sta Minecraft in ARMA 2 v začetku leta 2010. Do konca desetletja je žanr postal kulturni pojav, saj so samostojne igre, kot so PlayerUnknown's Battlegrounds (2017), Fortnite Battle Royale (2017), Apex Legends (2019) in Call of Duty: Warzone (2020), imele vsako v mesecih po izpustitvi prejel več deset milijonov igralcev.
Kmalu po izidu filma Igre lakote iz leta 2012, ki je imel podobno predpostavko kot prejšnji film Battle Royale, je bil za Minecraft razvit strežniški vtičnik z imenom Hunger Games (pozneje spremenjen v Survival Games). Survival Games se navdihuje iz filma, saj igralce sprva postavi v središče zemljevida blizu sklopov skrinjic z opremo. Ko se igra začne, lahko igralci tekmujejo za osrednje vire ali se razprostirajo, da najdejo predmete, shranjene v skrinjah, razpršenih po igralnem prostoru. Ubiti igralci izpadejo in zadnji preživeli igralec zmaga v tekmi.

## Koncept
Igre Battle Royale igrajo številni posamezni igralci, pari igralcev ali majhne ekipe (običajno 3-5 igralcev). Na vsaki tekmi je cilj biti zadnji preživeli igralec ali ekipa z izločitvijo vseh ostalih nasprotnikov. Tekma se začne tako, da se igralčevi liki postavijo v velik prostor na zemljevidu, običajno tako, da vsi igralci v kratkem času skočijo z velikega letala. Zemljevid ima lahko naključno porazdelitev ali omogoča igralcem, da imajo določen nadzor nad tem, kje začnejo. Vsi igralci začnejo z minimalno opremo in nobenemu igralcu na začetku ne dajo implicitne prednosti. Oprema, ki se običajno uporablja za boj, preživetje ali prevoz, je naključno raztresena po zemljevidu, pogosto na mejnih točkah na zemljevidu, na primer znotraj stavb v mestih duhov. Igralci morajo na zemljevidu iskati te predmete, hkrati pa se izogniti temu, da jih ubijejo drugi igralci, ki jih na zaslonu ali na zemljevidu ni mogoče vizualno označiti ali razločiti, zato mora igralec za določanje svojih položajev uporabljati samo svoje oči in ušesa. Oprema izločenih igralcev je običajno lahko tudi izropana. Te igre pogosto vključujejo kakšnega mehanika, ki nasprotnike približuje med seboj, običajno v obliki postopoma krčenja varne cone, pri čemer igralce zunaj cone sčasoma ubijejo.
Običajno imajo tekmovalci v bitki za kraljevo samo eno življenje; vsi igralci, ki umrejo, se ne smejo ponovno rojiti. Igre s skupinsko podporo lahko igralcem omogočijo, da vstopijo v začasno stanje skoraj pred smrtjo, ko se zdravje izčrpa, kar zaveznikom daje priložnost, da jih oživijo, preden jih izda ali nasprotnik dokonča. Tekma se konča, ko ostane samo en igralec ali ekipa, igra pa navadno vsem igralcem zagotovi nekakšno nagrado, na primer valuto v igri, ki se uporablja za kozmetične dodatke, glede na to, kako dolgo so preživeli. Naključna narava izhodišča, postavitve predmetov in zmanjšanja varnega območja omogoča žanru battle royale, da izzove igralce, da hitro razmišljajo in se odzovejo ter izboljšajo strategije med tekmo, kot da so zadnji igralec / ekipa. Koncept Battle Royale je lahko poleg samostojnih iger prisoten tudi kot del enega od mnogih načinov igre v večji igri ali pa se lahko uporablja kot uporabniško ustvarjen mod za drugo igro.